# Pic d'Artsinol
Pic d'Artsinol är en bergstopp i Schweiz.   Den ligger i distriktet Hérens och kantonen Valais, i den södra delen av landet, 90 km söder om huvudstaden Bern. Toppen på Pic d'Artsinol är 2 998 meter över havet, eller 303 meter över den omgivande terrängen. Bredden vid basen är 2,1 km.
Terrängen runt Pic d'Artsinol är huvudsakligen mycket bergig. Närmaste större samhälle är Sion, 13,7 km norr om Pic d'Artsinol. 
Trakten runt Pic d'Artsinol består i huvudsak av gräsmarker. Runt Pic d'Artsinol är det glesbefolkat, med 11 invånare per kvadratkilometer.